# Mesochorus pumilus
Mesochorus pumilus là một loài tò vò trong họ Ichneumonidae.